# El Aroussa
El Aroussa (arabe : العروسة) est une ville du Nord-Ouest de la Tunisie, à une quarantaine de kilomètres au nord de Siliana et à une centaine de kilomètres de la capitale Tunis.
Rattachée au gouvernorat de Siliana, elle constitue une municipalité comptant 2 905 habitants en 2014 contre 2 621 en 2004.
Elle devient le siège d'une délégation selon l'ordre n°2490 daté du 31 octobre 2001 ; celle-ci compte 9 907 habitants en 2014.